# Pong
Pong là một trò chơi điện tử thể thao arcade theo chủ đề bóng bàn, có đồ họa hai chiều đơn giản, do Atari sản xuất và phát hành lần đầu vào ngày 29 tháng 11 năm 1972. Đây là một trong những trò chơi điện tử arcade ra đời sớm nhất. Pong vốn là một bài tập huấn luyện do người đồng sáng lập Atari Nolan Bushnell giao cho Allan Alcorn thực hiện, nhưng Bushnell và đồng sáng lập Atari Ted Dabney rất ngạc nhiên trước chất lượng sản phẩm của Alcorn và quyết định sản xuất trò chơi. Ý tưởng của Pong bắt nguồn từ trò chơi bóng bàn điện tử của máy chơi trò chơi điện tử gia đình đầu tiên – Magnavox Odyssey. Sau đó, Magnavox đã kiện Atari vì vi phạm bằng sáng chế.
Pong là trò chơi video thành công về mặt thương mại đầu tiên và nó đã giúp thiết lập ngành công nghiệp trò chơi điện tử cùng với Magnavox Odyssey. Ngay sau khi phát hành, một số công ty bắt đầu sản xuất các trò chơi mô phỏng ăn theo lối chơi đó. Cuối cùng, các đối thủ cạnh tranh của Atari đã phát hành các trò chơi video khác giống với định dạng ban đầu của Pong ở các mức độ khác nhau. Điều này khiến Atari khuyến khích nhân viên của mình vượt ra khỏi sự ràng buộc của Pong và tự sản xuất các trò chơi sáng tạo hơn.
Atari đã phát hành một số phần tiếp theo cho Pong dựa trên lối chơi của phần gốc bằng cách bổ sung các tính năng mới. Mùa Giáng sinh năm 1975, Atari phát hành độc quyền bản Pong chơi tại nhà (home version) thông qua các cửa hàng bán lẻ của Sears. Phiên bản Home cũng là một thành công thương mại và kéo theo nhiều bản sao. Trò chơi được làm lại trên nhiều nền tảng gia đình và di động sau khi phát hành. Với tác động lên văn hóa, Pong đã có vị trí trong bộ sưu tập vĩnh viễn của Viện Smithsonian ở Washington, D.C..

## Lối chơi

Hai thanh nảy bóng qua lại. Điểm số hiển thị phía trên của màn hình.

Pong là trò chơi thể thao đồ họa hai chiều mô phỏng môn bóng bàn. Người chơi điều khiển vợt là thanh thẳng lên xuống ở cạnh trái hoặc cạnh phải màn hình. Người chơi khác có thể điều khiển thanh thẳng còn lại ở phía bên kia để thi đấu. Thanh thẳng có tác dụng dùng để đánh bóng qua lại. Mục tiêu là đạt được 11 điểm trước đối thủ; điểm được tính khi đối phương không đánh bóng trở lại được.

## Lịch sử và phát triển

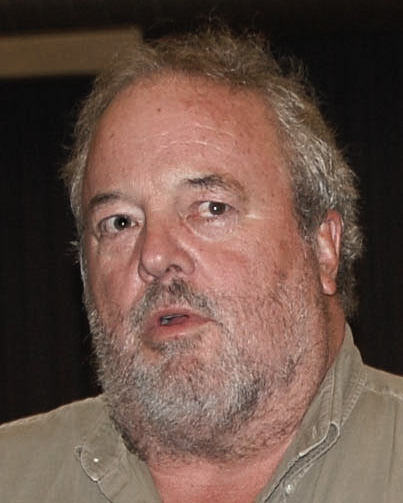
Kỹ sư Allan Alcorn của Atari thiết kế và xây dựng Pong như một bài tập dượt

Pong là trò chơi đầu tiên do Atari phát triển. Sau khi sản xuất Computer Space, Bushnell quyết định thành lập công ty để sản xuất nhiều trò chơi từ ý tưởng được cấp phép cho các công ty khác. Hợp đồng đầu tiên là với Bally Manufacturing Corporation cho trò chơi lái xe. Ngay sau khi thành lập, Bushnell thuê Allan Alcorn do ông có kinh nghiệm về kỹ thuật điện và khoa học máy tính; Bushnell và Dabney trước đây cũng đã từng làm việc với Alcorn tại Ampex. Trước khi đến Atari, Alcorn không có kinh nghiệm về trò chơi điện tử. Bushnell ban đầu dự định phát triển một trò chơi đua xe chịu ảnh hưởng từ Speedway (1969) do Chicago Coin sản xuất, khi ấy là trò chơi bán chạy nhất trong khu vui chơi arcade của mình. Tuy nhiên, Bushnell lo ngại rằng trò chơi đầu tay như vậy thì quá phức tạp cho Alcorn.
Để giúp Alcorn thích ứng với công việc sáng tạo trò chơi, Bushnell ngầm trao cho ông một dự án như bài tập khởi động. Bushnell trao đổi về hợp đồng sản phẩm với General Electric và yêu cầu Alcorn tạo một trò chơi đơn giản gồm một đốm di chuyển, hai tấm thẳng và các chữ số để ghi lại điểm. Năm 2011, Bushnell phát biểu trò chơi lấy cảm hứng từ các phiên bản trước của trò quần vợt điện tử mà ông từng chơi. Bushnell đã chơi phiên bản trên máy tính PDP-1 vào năm 1964 khi còn ngồi trên ghế đại học. Tuy nhiên, Alcorn tuyên bố rằng ý tưởng trực tiếp đến khi Bushnell xem xét trò chơi Tennis trên máy Magnavox Odyssey. Tháng 5 năm 1972, Bushnell đến thăm Magnavox Profit Caravan ở Burlingame, California. Tại đó, ông chơi bản thử nghiệm của Magnavox Odyssey, đặc biệt là trò chơi bóng bàn. Mặc dù thấy chất lượng trò chơi không tốt nhưng cho rằng có thể cải thiện nó, Bushnell quyết định giao đề án này cho Alcorn.
Trước tiên, Alcorn kiểm tra và nhận thấy các sơ đồ mạch Computer Space của Bushnell không rõ ràng. Ông tiếp tục tạo ra các thiết kế của riêng mình dựa trên kiến thức mạch logic TTL và trò chơi của Bushnell. Cảm thấy trò chơi gốc quá buồn tẻ, Alcorn bổ sung tính năng để khiến cho nó thêm phần hấp dẫn. Ông chia thanh thẳng thành tám đoạn để thay đổi góc nảy của bóng. Ví dụ, các đoạn giữa trả lại bóng một góc 90° so với thanh, trong khi các đoạn bên ngoài thì trả bóng dưới các góc nhỏ hơn. Bóng cũng được tăng tốc khi chuyển động qua lại; còn khi trượt bóng thì tốc độ được đặt lại. Một tính năng khác là các thanh không thể chạm đến trên cùng màn hình, do khiếm khuyết vốn có của mạch điện đơn giản. Thay vì dành thời gian sửa lỗi, Alcorn quyết định điều này khiến trò chơi khó hơn và đặt ra giới hạn thời gian trận đấu; phòng trường hợp hai người chơi lão luyện có thể chơi mãi mà không biết khi nào mới kết thúc.
Dành ba tháng phát triển, Bushnell nói với Alcorn rằng Bushnell muốn trò chơi có hiệu ứng âm thanh thực tế và tiếng hò hét của đám đông (khán giả). Dabney muốn trò chơi phát ra tiếng "ê ê" và "xì xì" khi người chơi thua một hiệp. Alcorn chỉ có không gian hạn chế cho các thiết bị điện tử cần thiết và không biết làm thế nào để tạo ra âm thanh như vậy bằng mạch kỹ thuật số. Sau khi kiểm tra bộ tạo đồng bộ, ông phát hiện nó có thể tạo ra các âm khác nhau và đã dùng cho hiệu ứng âm thanh trong trò chơi. Để xây dựng mẫu thử nghiệm, Alcorn mua một chiếc tivi đen trắng hiệu Hitachi giá 75 đô la từ cửa hàng địa phương, đặt vào thùng gỗ 4 foot (1,2 m), rồi hàn dây vào bảng để tạo mạch điện cần thiết. Mẫu thử nghiệm gây ấn tượng với Bushnell và Dabney đến nỗi họ cảm thấy đây có thể là sản phẩm sinh lời và quyết định kiểm tra tính thương mại của nó.

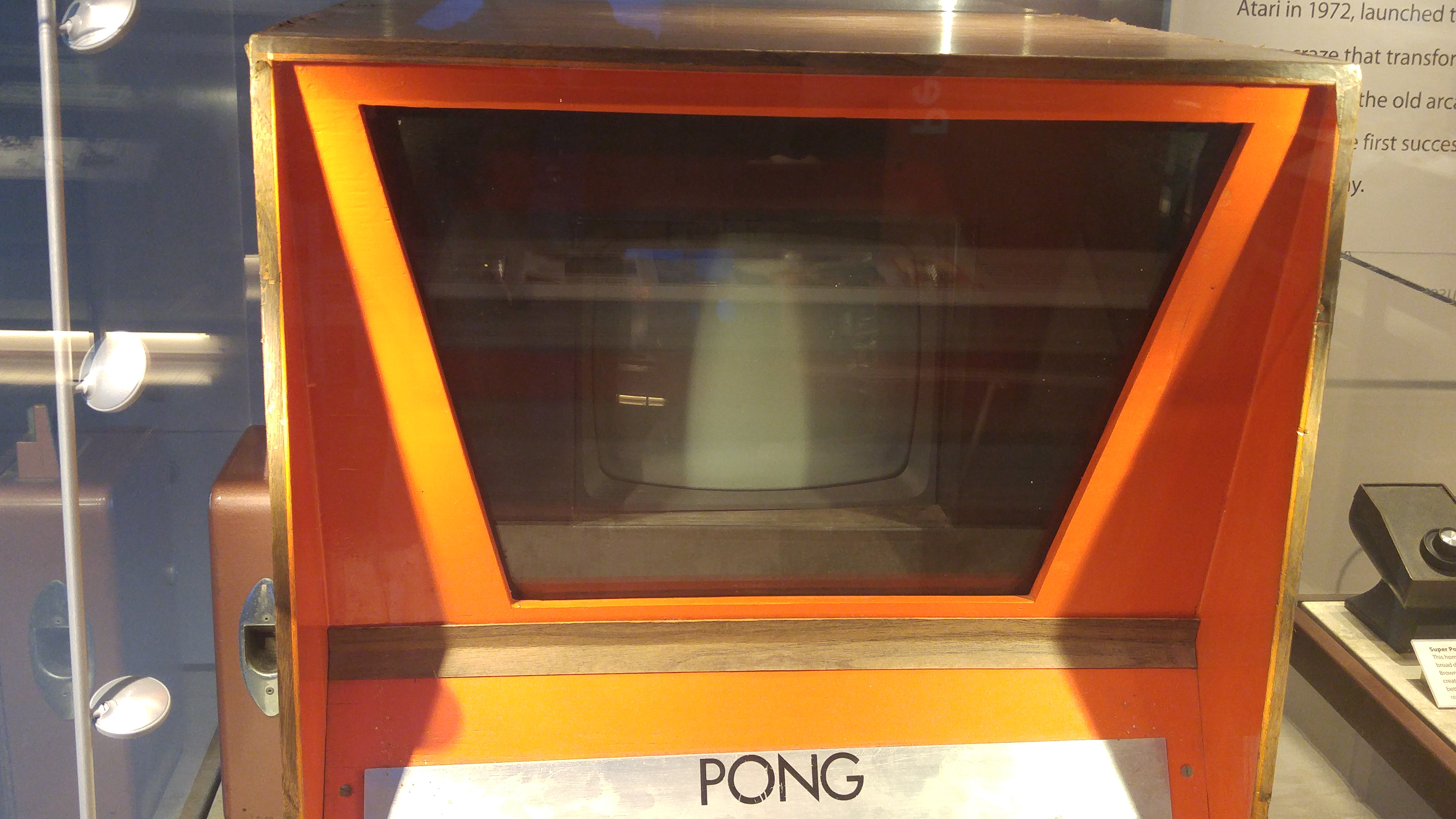
Nguyên mẫu Pong được chơi trong quán rượu

Tháng 8 năm 1972, Bushnell và Alcorn lắp đặt mẫu thử nghiệm Pong tại quán bar địa phương Andy Capp's Tavern. Họ chọn quán bar này vì có mối quan hệ làm ăn tốt với chủ quán kiêm người quản lý Bill Gaddis; Atari chuyên cung cấp máy chơi pinball cho Gaddis. Bushnell và Alcorn đặt mẫu trên bàn gần các máy giải trí khác: máy hát tự động, máy chơi pinball và Computer Space. Trò chơi được đón nhận nồng nhiệt trong đêm đầu tiên và càng trở nên phổ biến trong một tuần rưỡi kế tiếp. Sau đó, Bushnell mang Pong đến Chicago trình diễn cho các giám đốc điều hành của Bally và Midway Manufacturing; với dự định dùng Pong để ký kết hợp đồng với Bally thay vì trò đua xe. Vài ngày sau, máy bắt đầu gặp vấn đề kỹ thuật và Gaddis liên hệ với Alcorn để sửa chữa. Khi kiểm tra, Alcorn phát hiện ra vấn đề là do hộp xu bị tràn làm kẹt máy.
Sau khi nghe về thành công, Bushnell quyết định rằng Atari sẽ thu được nhiều lợi nhuận hơn nếu sản xuất trò chơi hơn là chỉ đứng ra cấp phép, nhưng từ đó khiến nảy sinh tranh chấp lợi ích giữa Bally và Midway. Bushnell quyết định thông báo với mỗi bên rằng bên kia không quan tâm, cả Bally lẫn Midway, để duy trì quan hệ giao dịch tương lai. Nhưng cả hai đều khước từ lời đề nghị của Bushnell. Bushnell gặp khó khăn trong việc tìm kiếm sự hỗ trợ tài chính cho Pong; vì ngân hàng lúc đó coi trò chơi như một biến thể của pinball, vốn bị coi là có dính dáng đến mafia vào thời điểm ấy. Atari cuối cùng nhận được một hạn mức tín dụng từ Wells Fargo mà họ định dùng để lên kế hoạch mở rộng cơ sở vật chất cuối cùng lại chuyển sang xây dựng dây chuyền lắp ráp. Công ty công bố Pong vào ngày 29 tháng 11 năm 1972. Ban lãnh đạo tìm kiếm công nhân lắp ráp tại văn phòng thất nghiệp địa phương nhưng không thể đáp ứng kịp nhu cầu. Những máy game thùng đầu tiên được lắp ráp rất chậm, khoảng chục chiếc mỗi ngày, nhiều chiếc không đạt chất lượng. Sau đó, Atari sắp xếp quy trình lại cho hợp lý và bắt đầu sản xuất số lượng lớn hơn. Đến năm 1973, Pong được xuất khẩu với sự hỗ trợ của các đối tác nước ngoài.
Tại Nhật, Pong chính thức được Atari Japan (về sau sáp nhập với Namco) phát hành vào tháng 11 năm 1973. Tuy nhiên, Pong đã bị hai bản sao của người Nhật đánh bại trên thị trường là Pong Tron của Sega và Elepong của Taito đều phát hành vào tháng 7 năm 1973.

### Phiên bản Home

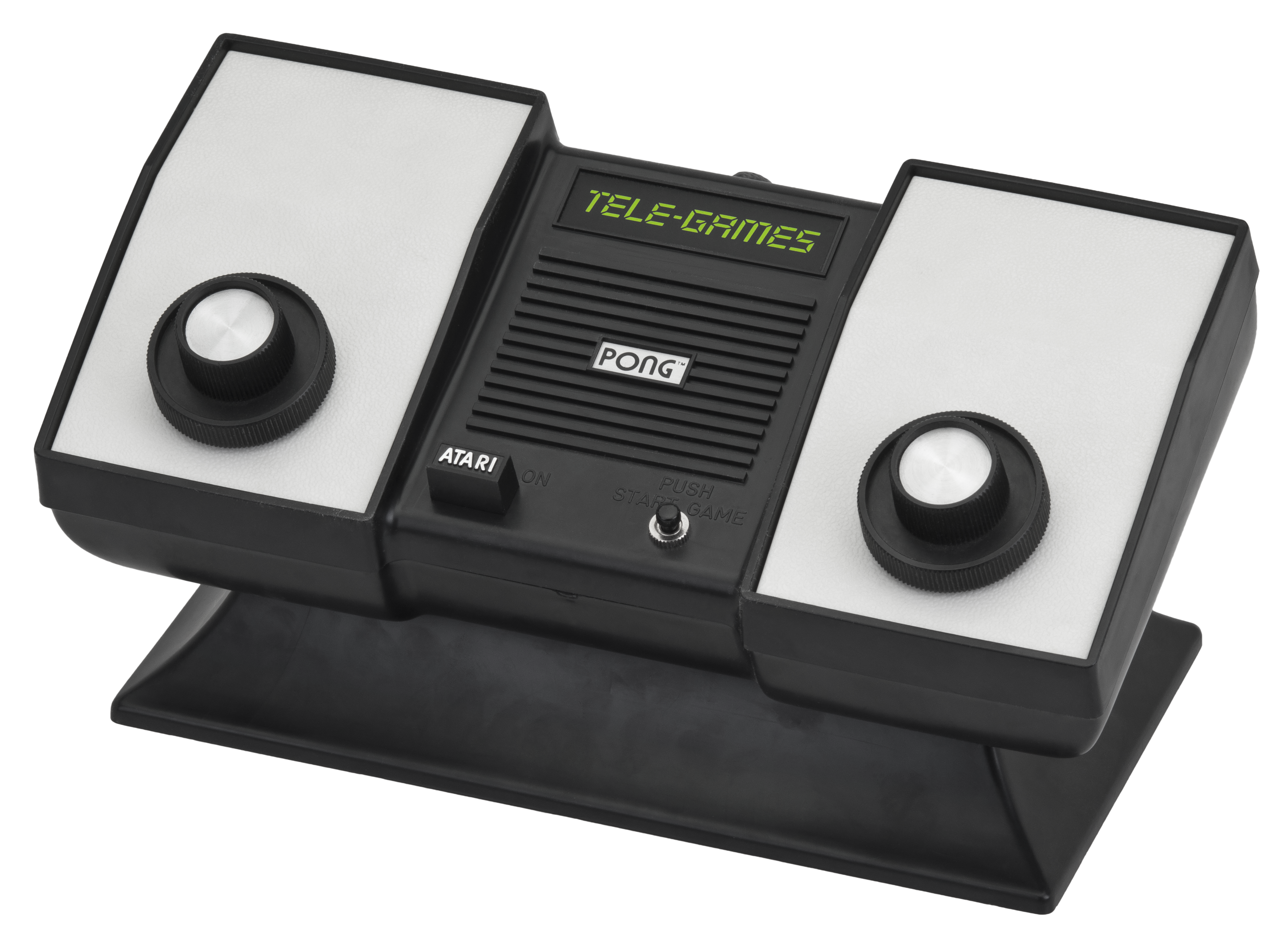
Bàn điều khiển Home Pong của Atari, được phát hành thông qua Sears năm 1975

Sau thành công của Pong, Bushnell thúc đẩy nhân viên tạo ra các sản phẩm mới. Năm 1974, kỹ sư Harold Lee của Atari đề xuất một phiên bản Pong gia đình có thể kết nối với tivi: Home Pong. Hệ thống bắt đầu được phát triển với mã Darlene theo tên một nhân viên của Atari. Alcorn làm cùng Lee để phát triển các thiết kế, mẫu thử nghiệm dựa trên cùng một công nghệ kỹ thuật số trong các trò chơi arcade của họ. Cả hai làm việc theo ca để tiết kiệm thời gian và chi phí; ban ngày Lee làm việc trên logic thiết kế, còn ban đêm Alcorn gỡ lỗi thiết kế. Sau khi thiết kế được duyệt, một đồng nghiệp khác tại Atari là kỹ sư Bob Brown hỗ trợ Alcorn và Lee xây dựng mẫu thử nghiệm. Nguyên mẫu bao gồm một thiết bị gắn vào bệ gỗ chứa hơn một trăm sợi dây, cuối cùng được thay thế bằng một vi mạch do Alcorn và Lee thiết kế; con chip này vẫn chưa được thử nghiệm và chế tạo trước khi dựng nguyên mẫu. Con chip được hoàn thiện vào nửa cuối năm 1974 và là chip có hiệu suất cao nhất được dùng cho hàng dân dụng vào thời điểm đó.
Bushnell và phó chủ tịch kinh doanh của Atari là Gene Lipkin đã tiếp cận các nhà bán lẻ đồ chơi và điện tử để giới thiệu Home Pong nhưng bị từ chối. Các nhà bán lẻ cảm thấy sản phẩm quá đắt và không hấp dẫn người tiêu dùng. Atari liên hệ với Sears Sporting Goods sau khi nhận ra quảng cáo Magnavox Odyssey tại đề mục thể thao trong danh mục của hãng. Nhân viên Atari thảo luận về trò chơi với đại diện Seers là Tom Quinn, người nhiệt tình tiếp nhận và đề nghị một thỏa thuận độc quyền. Tin rằng có thể tìm thấy những điều khoản có lợi hơn từ những nơi khác, ban điều hành Atari từ chối và tiếp tục theo đuổi các nhà bán lẻ đồ chơi. Tháng 1 năm 1975, Atari thiết lập một gian hàng Home Pong tại Hội chợ Đồ chơi Mỹ (hội chợ thương mại) ở thành phố New York nhưng chào hàng không thành công vì đơn giá quá cao.
Trong chương trình đó, họ gặp lại Quinn. Vài ngày sau, hai bên tổ chức họp mặt để có đơn đặt hàng. Nhằm được bộ phận Sporting Goods chấp thuận, Quinn đề nghị Atari trình diễn trò chơi với ban điều hành ở Chicago. Alcorn và Lipkin đến Tháp Sears. Tuy xảy ra sự cố kỹ thuật liên quan đến một ăng-ten trên nóc tòa nhà phát sóng cùng kênh với trò chơi, Sears đồng ý. Bushnell trao đổi với Quinn rằng có thể sản xuất 75.000 sản phẩm cho mùa Giáng sinh nhưng Quinn yêu cầu số lượng gấp đôi. Dù biết Atari không thể sản xuất 150.000 sản phẩm, Bushnell vẫn đồng ý. Atari mua lại một nhà máy mới thông qua tài trợ của nhà đầu tư mạo hiểm Don Valentine. Được Jimm Tubb giám sát, nhà máy hoàn thành đơn đặt hàng của Sears. Những chiếc đầu tiên ra lò mang nhãn hiệu "Tele-Games" của Sears. Về sau, Atari phát hành một phiên bản dưới thương hiệu riêng của mình vào năm 1976.

### Vụ kiện từ Magnavox

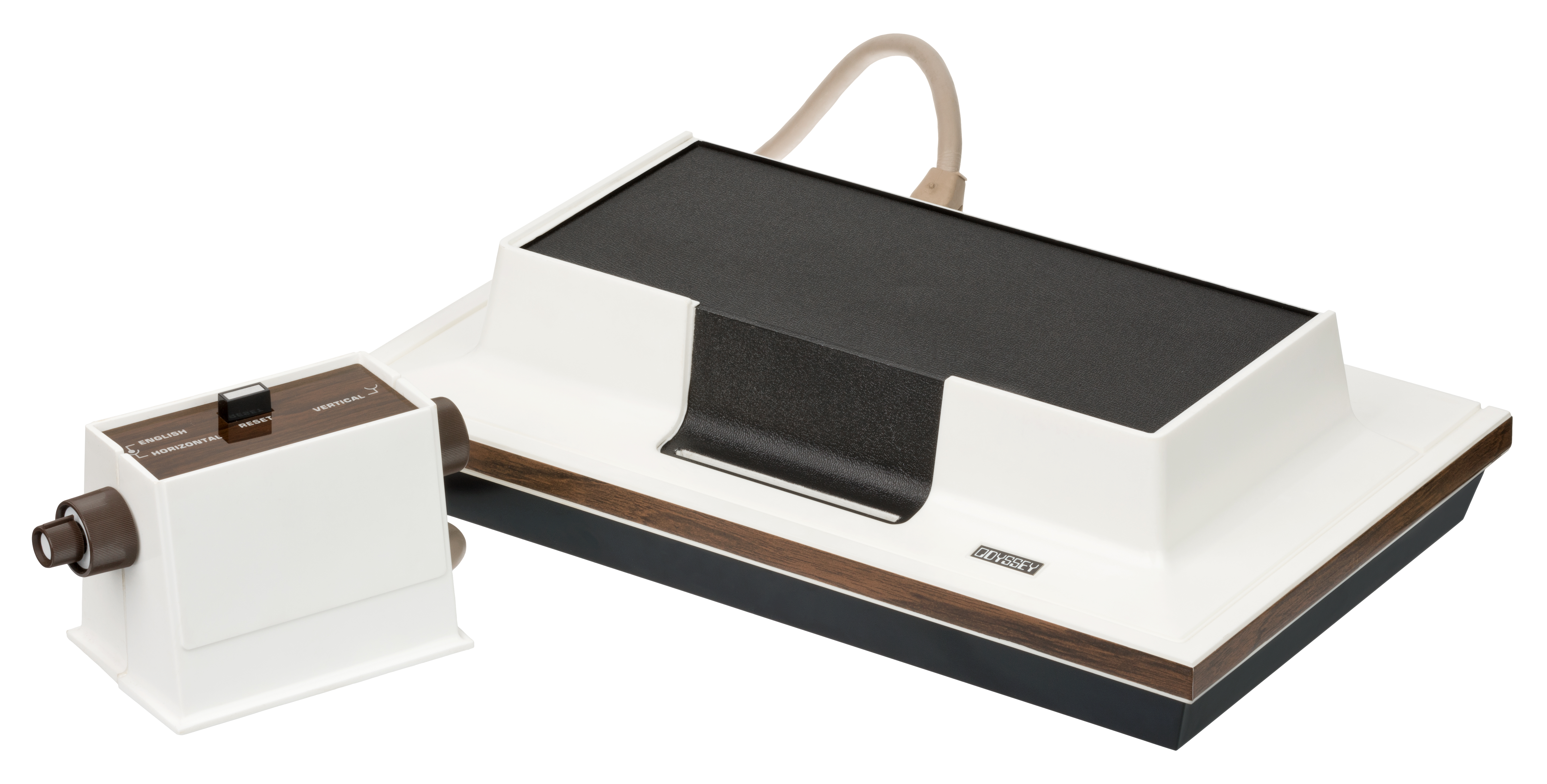
Máy Magnavox Odyssey, phát minh của Ralph H. Baer tạo cảm hứng phát triển Pong

Tháng 4 năm 1974, Magnavox đệ đơn kiện Atari, Allied Leisure, Bally Midway và Chicago Dynamics. Magnavox lập luận rằng Atari đã vi phạm bằng sáng chế của Sanders Associates liên quan đến phác thảo trò chơi bóng bàn điện tử dựa trên bản ghi chi tiết mà Ralph Baer lưu giữ về quá trình thiết kế Odyssey từ năm 1966. Các tài liệu khác gồm lời khai nhân chứng và sổ lưu bút có chữ ký chứng minh Bushnell đã chơi trò bóng bàn trên Odyssey trước khi phát hành Pong. Đáp lại cáo buộc liên quan đến Odyssey, Bushnell sau đó nói rằng "Thực tế chắc chắn là tôi đã thấy trò chơi Odyssey và không nghĩ rằng nó quá hay ho."
Tháng 6 năm 1976, sau khi cân nhắc các phương án, Bushnell quyết định dàn xếp với Magnavox ngoài tòa án. Luật sư của Bushnell nghĩ có thể thắng kiện nhưng chi phí pháp lý ước tính là 1,5 triệu đô la Mỹ, vượt quá ngân quỹ Atari. Magnavox đề nghị Atari thỏa thuận trở thành bên được cấp phép với số tiền 1,5 triệu đô la Mỹ chia làm 8 đợt thanh toán. Ngoài ra, Magnavox có quyền với thông tin đầy đủ về các sản phẩm Atari công bố hoặc phát hành ra công chúng trong năm tiếp theo. Magnavox tiếp tục theo đuổi vụ kiện chống lại các công ty khác và tiến hành tố tụng ngay sau khi dàn xếp với Atari. Vụ đầu tiên diễn ra tại tòa án quận ở Chicago do thẩm phán John Grady làm chủ tọa. Magnavox thắng kiện các bị cáo còn lại. Có thể Atari đã trì hoãn việc công bố Atari 2600 vài tháng để tránh tiết lộ thông tin về thỏa thuận dàn xếp này.

## Tác động và di sản

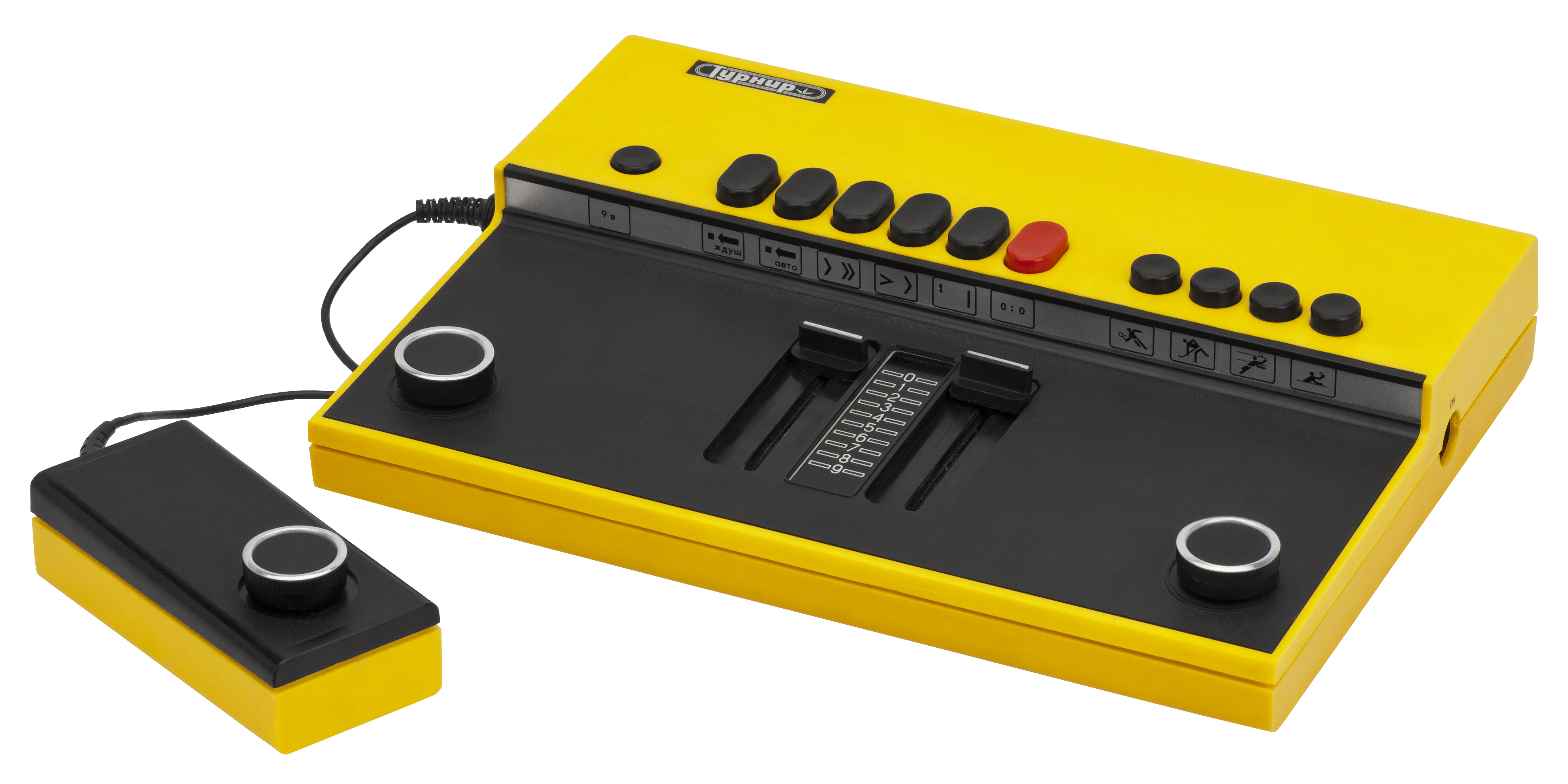
Máy chơi Pong chuyên dụng xuất hiện tại nhiều quốc gia khác nhau, như tại Nga gọi là Турнир (nghĩa là "Giải đấu")

Các trò chơi arcade Pong do Atari sản xuất đã gặt hái thành công lớn. Mẫu thử nghiệm được các ông chủ Andy Capp's Tavern nhiệt tình đón nhận; mọi người đến quán bar chỉ để chơi điện tử. Sau khi phát hành, Pong liên tục mang về doanh thu gấp bốn lần so với các máy điện tử xèng khác. Bushnell ước tính trò chơi thu về 35–40 đô la Mỹ mỗi ngày, ông nói chưa từng thấy điều này trong ngành giải trí điện tử xu trước đó. Khả năng lợi nhuận của trò chơi khiến số lượng đơn đặt hàng gia tăng cho Atari. Có được nguồn thu nhập ổn định; Atari bán máy với giá gấp ba lần chi phí sản xuất. Đến năm 1973, công ty đáp ứng được 2.500 đơn đặt hàng, và vào cuối năm 1974 đã bán ra hơn 8.000 máy. Máy điện tử thùng arcade từ đó trở thành vật phẩm sưu tầm, hiếm nhất là phiên bản bàn cocktail. Ngay sau khi thử nghiệm thành công tại Andy Capp's Tavern, các công ty khác bắt đầu đến quán bar thăm dò. Các trò chơi tương tự do các công ty như Ramtek và Nutting Associates sản xuất xuất hiện trên thị trường ba tháng sau. Atari chỉ có thể phản ứng yếu ớt trước các đối thủ vì ban đầu đã không nộp đơn xin cấp bằng sáng chế về công nghệ điện tử thể rắn sử dụng trong trò chơi. Khi nộp đơn, các thủ tục phức tạp lại làm chậm trễ quá trình được cấp bằng sáng chế. Kết quả thị trường chủ yếu là "Pong nhái". Tác giả Steven Kent ước tính Atari sản xuất ít hơn một phần ba số máy trên thị trường. Bushnell gọi các đối thủ cạnh tranh là "Jackals" (Chó rừng) khi thấy họ có lợi thế một cách không công bằng. Giải pháp cạnh tranh với đối thủ do Bushnell đề ra là phải tạo nên các trò chơi và ý tưởng sáng tạo hơn nữa.
Home Pong thành công ngay lập tức sau đợt phát hành giới hạn năm 1975 thông qua Sears; khoảng 150.000 máy bán ra trong kỳ nghỉ lễ. Trò chơi trở thành sản phẩm thành công nhất của Sears vào thời điểm đó, mang về Sears Quality Excellence Award (Giải thưởng Chất lượng Xuất sắc của Sears) cho Atari. Phiên bản riêng của Atari bán thêm được 50.000 máy. Tương tự như phiên bản arcade, một số công ty phát hành các bản sao để tận dụng thành công trên máy console gia đình, nhiều trong số đó tiếp tục sản xuất máy và trò chơi điện tử mới. Magnavox phát hành lại máy Odyssey với phần cứng đơn giản hóa cùng các tính năng mới, rồi tiếp tục cho ra phiên bản trò chơi cập nhật. Coleco tham gia thị trường trò chơi điện tử với máy console Telstar đặc trưng bằng ba biến thể Pong và các mẫu mới hơn cũng thành công. Năm 1977, Nintendo phát hành máy Color TV-Game có sáu biến thể tennis điện tử. Năm sau đó, phiên bản cập nhật là Color VT Game 15 có tới 15 biến thể. Những máy này đánh dấu sự gia nhập của Nintendo vào thị trường trò chơi điện tử gia đình cũng như lần đầu tự sản xuất, nguyên trước đó họ chỉ có vai trò cấp phép cho Magnavox Odyssey. Máy console chuyên dụng chơi Pong và vô số bản sao có độ hiếm khác nhau; phổ biến là bản của Atari, còn console TV Fun của APF Electronics thì khá hiếm. Giá thành trong giới sưu tập cũng thay đổi theo độ hiếm, các phiên bản Sears Tele-Games thường rẻ hơn phiên bản có thương hiệu Atari.
Một số ấn phẩm coi Pong là trò chơi đã khởi động công nghiệp trò chơi điện tử như một ngành béo bở. Tác giả David Ellis coi trò chơi là nền tảng thành công cho ngành công nghiệp trò chơi điện tử và gọi theo danh hiệu "một trong những tựa game mang tính lịch sử nhất". Kent quy "hiện tượng arcade" cho Pong và  các trò chơi của Atari theo sau nó, coi việc phát hành phiên bản home là bước khởi đầu thành công của máy chơi game console gia đình. Bill Loguidice và Matt Barton của Gamasutra gọi việc phát hành trò chơi đã khởi đầu phương tiện giải trí mới và nhận xét rằng lối chơi đơn giản, trực quan đã làm nên thành công cho trò chơi. Năm 1996, Next Generation cho Pong đứng vị trí 68 trong danh sách "Top 100 Games of All Time" (100 trò chơi hàng đầu mọi thời đại), đồng thời nhắc lại khoảnh khắc đáng nhớ "nhân viên Next Generation (đã) phớt lờ hàng trăm nghìn đô la từ phần mềm 32-bit để dành hàng giờ chơi Pong khi phiên bản Genesis được phát hành." Năm 1999, Next Generation liệt kê Pong ở vị trí thứ 34 trong danh sách "Top 50 Games of All Time" (50 trò chơi hàng đầu mọi thời đại) với nhận xét rằng "Tuy đơn giản nhưng có lẽ nhờ thế, Pong là thử thách dành cho hai người chơi tuyệt đỉnh – một kiểm tra về thời gian phản ứng và chiến lược rất đơn giản chỉ ở dưới dạng tối cần thiết." Năm 2013, Entertainment Weekly vinh danh Pong là một trong mười trò chơi hàng đầu của hệ máy Atari 2600. Nhiều công ty sản xuất phiên bản Pong riêng về sau đã thành danh trong ngành công nghiệp trò chơi. Nintendo tham gia thị trường trò chơi điện tử với bản sao của Home Pong. Mỗi hệ máy bán được hơn một triệu chiếc, doanh thu đã giúp công ty sống sót qua thời kỳ tài chính khó khăn và thúc đẩy họ tiếp tục theo đuổi trò chơi điện tử. Sau khi chứng kiến thành công của Pong, Konami quyết định thâm nhập vào thị trường điện tử arcade và phát hành tựa game đầu tiên Maze. Thành công phải chăng này thúc đẩy hãng phát triển thêm các trò chơi khác.
Bushnell cảm nhận Pong đặc biệt quan trọng trong vai trò bôi trơn xã hội vì nó chỉ có chế độ nhiều người chơi và chỉ cần một tay để chơi: "Rất dễ thấy một cô gái cầm xắc tay kéo chàng trai khỏi ghế bar và nói 'Em muốn chơi Pong mà không có ai chơi cùng.' Đó là cách bạn có thể chơi game, ngồi kề vai, chuyện trò, cười nói, tranh cao thấp với nhau... Khi đã thân hơn, bạn có thể bỏ bia xuống và ôm nhau. Bạn có thể quàng tay người đó. Bạn có thể chơi bằng tay trái nếu thích. Trên thực tế, luôn có nhiều người đến gặp tôi và nói, 'Tôi gặp được vợ mình khi chơi Pong', đó là điều thật tốt lành có được."

### Hậu bản và làm lại

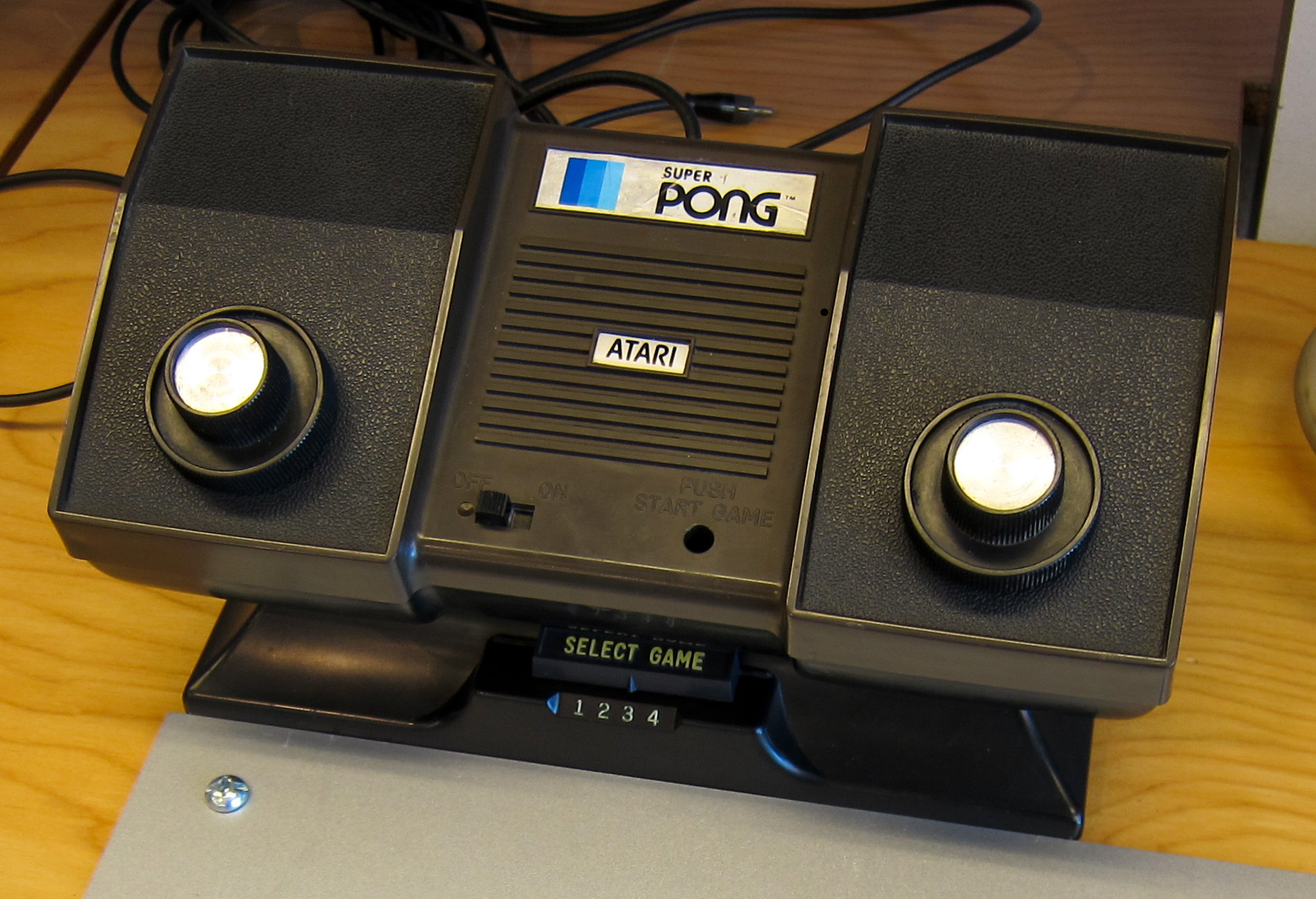
Máy điện tử gia đình Super Pong phát hành năm 1976. Không giống như phiên bản Home Pong, bốn biến thể có sẵn thông qua tùy chọn.

Bushnell cảm thấy cách tốt nhất để cạnh tranh với những kẻ đạo nhái là tạo ra những sản phẩm tốt hơn, dẫn dắt Atari sản xuất các phần tiếp theo sau khi phát hành bản gốc: Pong Double, Super Pong, Ultra Pong, Quadrapong và Pin-Pong. Đồ họa tương tự nhưng lối chơi có thêm yếu tố mới; chẳng hạn, Pong Double cho phép bốn người chơi thi đấu theo cặp, hay Quadrapong (Kee Games phát hành với tựa Elimination) lại tạo nên sân đấu bốn hướng. Bushnell cũng lên ý tưởng về phiên bản Pong chơi miễn phí cho trẻ em khi đến phòng khám bác sĩ. Ban đầu, ông đặt tên là Snoopy Pong và trang trí thùng như chuồng chó Snoopy với nhân vật nằm trên, nhưng rồi đổi tên thành Puppy Pong và thay Snoopy bằng một chú chó thông thường để tránh kiện tụng. Bushnell sau đó đã sử dụng trò chơi này trong chuỗi nhà hàng Chuck E. Cheese của mình. Năm 1976, Atari phát hành Breakout, một biến thể chơi đơn của Pong, đập bóng cho rơi các viên gạch khỏi tường. Giống như Pong, Breakout sau đó cũng có nhiều bản nhái sao chép lại lối chơi như Arkanoid, Alleyway và Break 'Em All.
Atari làm lại trò chơi trên nhiều nền tảng. Năm 1977, Pong cùng một số biến thể được giới thiệu trong Video Olympics, một trong những tựa trò chơi gốc của Atari 2600. Pong cũng được đưa vào một số bộ sưu tập Atari trên các nền tảng như Sega Genesis, PlayStation Portable, Nintendo DS và máy tính cá nhân. Thông qua thỏa thuận với Atari, Bally Gaming and Systems phát triển Pong phiên bản máy đánh bạc. Atari phát hành TD Overdrive và dùng Pong là một trò mở rộng chơi khi đang tải màn hình. Tháng 9 năm 1995, một trò chơi platform 3D với các yếu tố giải đố và bắn súng được Atari Corporation phát triển cho Atari Jaguar với tựa đề Pong 2000 nằm trong loạt cập nhật trò chơi arcade và có cốt truyện, nhưng chưa bao giờ được phát hành. Năm 1999, trò chơi được làm lại cho máy tính gia đình và PlayStation với đồ họa 3D, có thêm tính năng power-up (tăng lực). Năm 2012, Atari phát hành Pong World kỷ niệm 40 năm Pong. Năm 2020, Pong Quest được phát hành trên Steam, sau đó là trên PlayStation 4, Xbox One và Nintendo Switch. Một phiên bản làm lại được công bố phát hành riêng cho Intellivision Amico.

### Văn hóa đại chúng

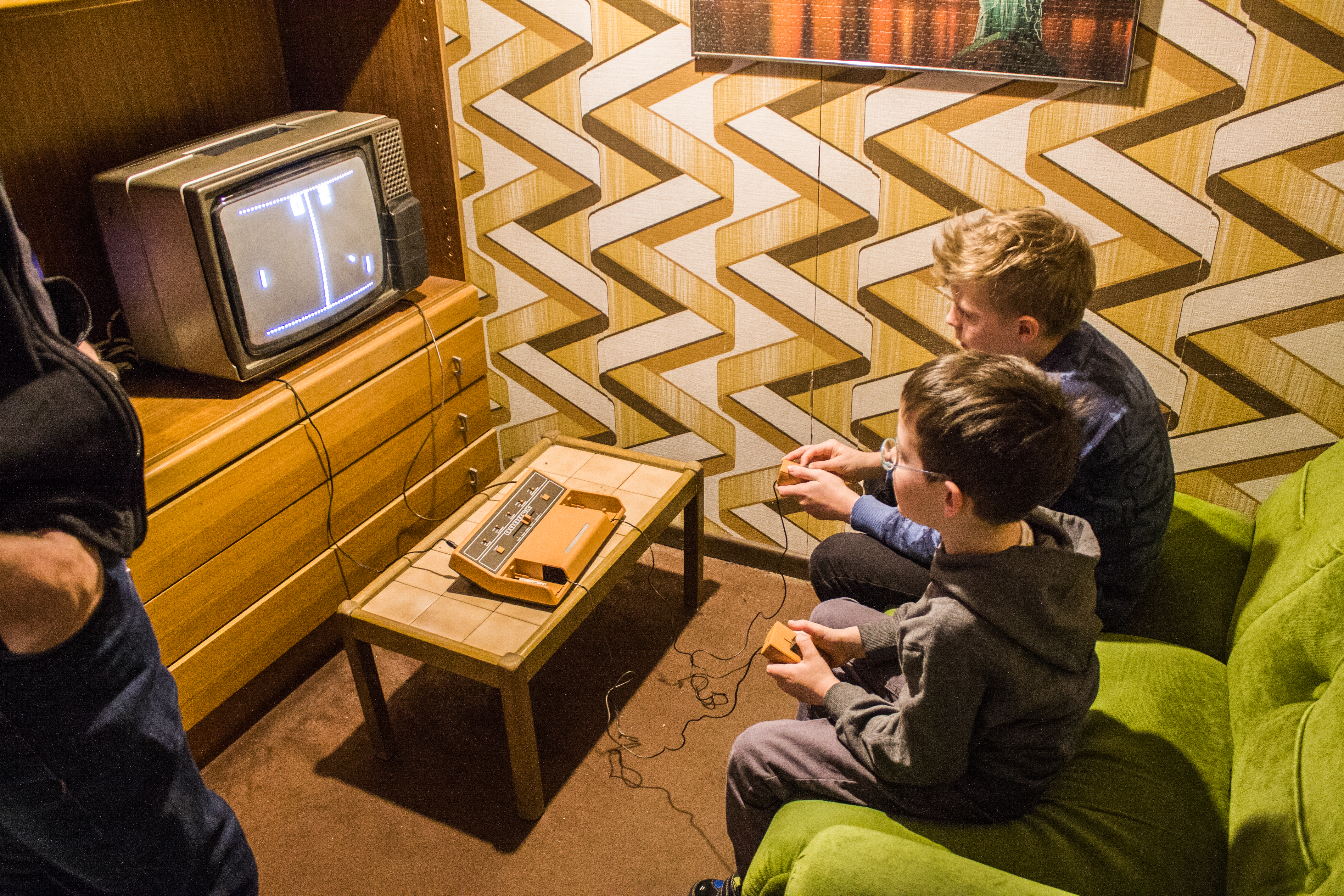
Máy chơi Pong thế hệ đầu tiên được trưng bày trong một không gian cổ điển mang phong cách thập niên 1970 tại Bảo tàng Trò chơi Máy tính Berlin vào năm 2017

Pong được giới thiệu trong các tập của loạt phim truyền hình That '70s Show, King of the Hill và Saturday Night Live. Năm 2006, một quảng cáo của American Express có cảnh Andy Roddick đánh quần vợt với thanh trắng của Pong. Các trò chơi điện tử khác cũng tham khảo và nhại lại Pong như Neuromancer trên Commodore 64 và Banjo-Kazooie: Nuts & Bolts trên Xbox 360. Sự kiện hòa nhạc Video Games Live trình diễn âm thanh từ Pong trong chương trình đặc biệt "Classic Arcade Medley". Ca khúc Whatever Happened to Pong? (Chuyện gì xảy đến với Pong?) của Frank Black trong album Teenager of the Year đề cập đến các yếu tố trong Pong.
Đồng hồ Pong Clock được studio thiết kế Hà Lan Buro Vormkrijgers tạo ra dùng trong nội bộ nhưng sau đó chuyển sang sản xuất để bán lẻ, liền bị Atari khởi kiện vào tháng 2 năm 2006. Hai công ty cuối cùng đạt được thỏa thuận Buro Vormkrijgers có thể sản xuất một số lượng hạn chế theo giấy phép. Năm 1999, nghệ sĩ Pháp Pierre Huyghe tạo ra "Atari Light" để hai người dùng thiết bị chơi game cầm tay để chơi Pong trên trần nhà được chiếu sáng. Tác phẩm được thể hiện tại Venice Biennale năm 2001 và Museo de Arte Contemporáneo de Castilla y León (Bảo tàng nghệ thuật đương đại Castilla y León) năm 2007. Pong được đưa vào triển lãm Game On năm 2002 của Phòng trưng bày nghệ thuật Barbican Luân Đôn nhằm giới thiệu các khía cạnh khác nhau về lịch sử, quá trình phát triển và văn hóa của trò chơi điện tử.